# Lophozozymus anaglyptus
Lophozozymus anaglyptus is een krabbensoort uit de familie van de Xanthidae. De wetenschappelijke naam van de soort is voor het eerst geldig gepubliceerd in 1861 door Heller.